# Rifugio Mario Bezzi
Das Rifugio Mario Bezzi, auch Rifugio Bezzi, ist eine Schutzhütte im Aostatal in den Grajischen Alpen. Sie liegt in einer Höhe von 2284 m s.l.m. innerhalb der Gemeinde Valgrisenche auf dem Gelände der ehemaligen Alm Alpe Vaudet. Die Hütte  wird von Mitte März bis Mitte Mai sowie von Mitte Juni bis Mitte September privat bewirtschaftet und bietet in dieser Zeit 82 Bergsteigern Schlafplätze.
Die Hütte ist dem italienischen Entomologen Mario Bezzi (1868–1927) gewidmet, der an der Universität Turin lehrte und Direktor des Museo Regionale di Scienze Naturali di Torino war.

## Anstieg
Der Anstieg zur Hütte beginnt in Surier (oder Usselière), einem auf 1.785 m gelegenen Ortsteil von Valgrisenche. Surier liegt am Ende des Stausees Lago di Beauregard.
Von dort führt der Weg zunächst über einen unbefestigten Fahrweg südlich den Hang hinauf. Nach wenigen Metern zweigt der Weg zum Rifugio Chalet de l’Epée nach links ab. Der Weg zur Bezzi – Hütte folgt weiter dem Lauf der Dora di Valgrisenche. Nach dem Verlassen des Fahrwegs wird der Pfad zunehmend steiler und windet sich in Strauch- und später Wiesengelände zur Schutzhütte hinauf.
Für den keinerlei technische Schwierigkeiten aufweisenden Anstieg von Surier sind 1h 50 min zu veranschlagen.

## Tourenmöglichkeiten
Von der Schutzhütte lassen sich binnen 2 – 3 Stunden Col de Bassac, Lago San Martino, Col Vaudet, Col Bassac und der Lac du Vuert erreichen.

### Übergänge
- Übergang zur Schutzhütte Rifugio Gian Federico Benevolo (2.285 m) über den Col Bassac Déré (3.082 m)
- Übergang zum Tal Val di Rhêmes über den Col Bassac (3.154 m)
- Übergang zur Schutzhütte Rifugio Chalet de l’Epée (2.370 m)

### Gipfeltouren
Folgende Gipfel können von der Hütte erreicht werden:
- Grande Traversière – 3.496 m
- Grande Sassière – 3.751 m
- Truc Blanc – 3.405 m
- Punta Bassac Nord – 3.387 m
- Becca della  Traversière – 3.337 m
- Punta Plattes des Chamois – 3.610 m